# Okres St. Johann im Pongau
Okres St. Johann im Pongau (jenž je územně identicky s regionem Pongau) je okres v rakouské spolkové zemi Salcbursko. Má rozlohu 1 755,37 km² a žije zde 82 565 obyvatel (k 1. 1. 2023). Sídlem okresu je město St. Johann im Pongau. Okres se dále člení na 25 obcí (z toho 3 města a 7 městysů).

## Města a obce
| Města: - Bischofshofen - Radstadt - St. Johann im Pongau Městyse: - Altenmarkt im Pongau - Bad Hofgastein - Großarl - St. Veit im Pongau - Schwarzach im Pongau - Wagrain - Werfen | Obce: - Bad Gastein - Dorfgastein - Eben im Pongau - Filzmoos - Flachau - Forstau - Goldegg - Hüttau - Hüttschlag - Kleinarl - Mühlbach am Hochkönig - Pfarrwerfen - St. Martin am Tennengebirge - Untertauern - Werfenweng |